# 아큐라 CDX
아큐라 CDX(영어: Acura CDX)는 혼다 기연공업의 고급 차량 부문인 아큐라에서 중국 시장을 위해 2016년부터 2022년까지 생산했던 초소형 럭셔리 크로스오버 SUV이다.

## 성능

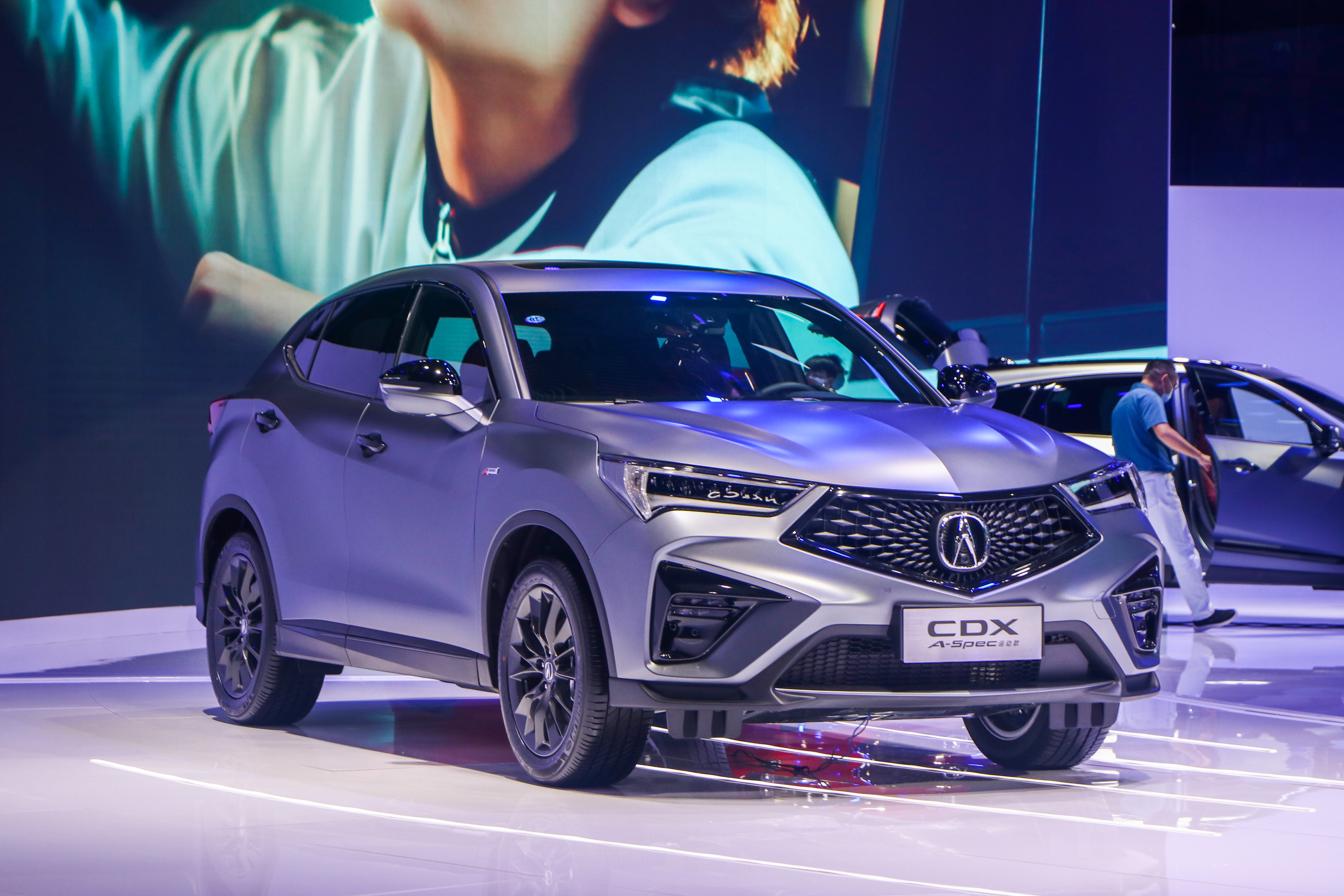
CDX A 사양

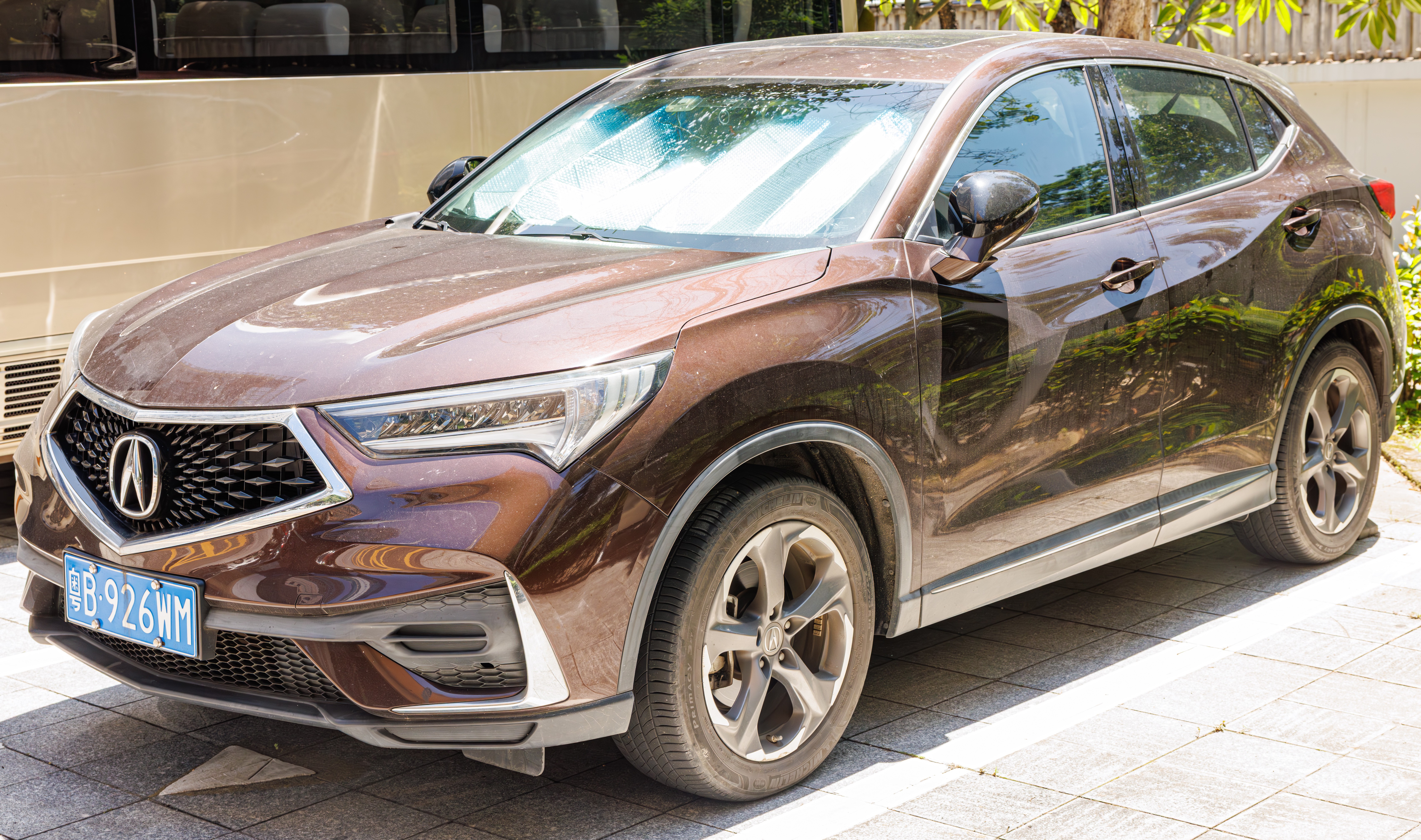
후기형

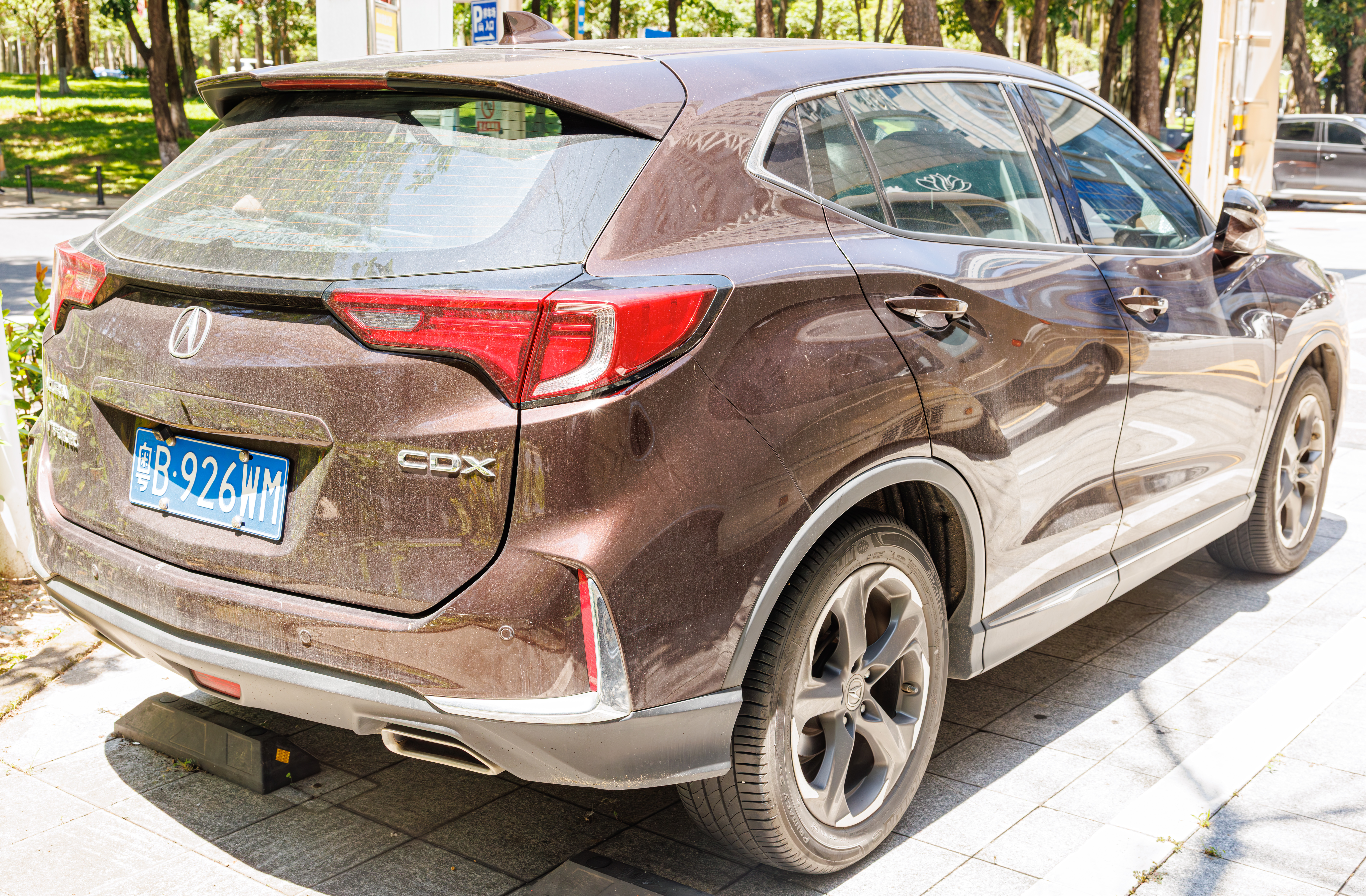
후기형 리어

4륜구동 모델은 8.6초 만에 100 km/h (62 mph)까지 가속할 수 있으며 전륜구동 모델의 경우 9.7초 만에 가속할 수 있다.최고 속도는 전자적으로 210 km/h (130 mph)로 제한된다.